# Fiorella Negro
Fiorella Negro (Milánó, 1938. május 26. – Bormio, 2019. november 7.) olasz műkorcsolyázó, olimpikon.

## Pályafutása
Kétszer nyert olasz bajnoki címet. Legjobb nemzetközi eredményét az 1955-ös Budapesti Európa-bajnokságon érte, ahol hetedik helyezett lett. Részt vett az 1956-os Cortina d'Ampezzo-i olimpián, ahol a 15. helyen végzett.

## Eredményei
| Esemény               | 1952–53 | 1953–54 | 1954–55 | 1955–56 |
| --------------------- | ------- | ------- | ------- | ------- |
| Téli olimpiai játékok |         |         |         | 15.     |
| Világbajnokság        |         | 17.     | 16.     | 13.     |
| Európa-bajnokság      | 13.     | 14.     | 7.      |         |
| Olasz bajnokság       |         | 1.      | 1.      |         |